# ZPU
ZPU (tiếng Nga: ЗПУ; зенитная пулемётная установка, đã Latinh hoá: zenitnaya pulemotnaya ustanovka, nghĩa là "giá đỡ súng máy phòng không") là một dòng tổ hợp súng máy phòng không súng máy hạng nặng KPV của Liên Xô. Bắt đầu vào biên chế cho Liên Xô từ năm 1949 và được sử dụng bởi hơn 50 quốc gia khác.
Hiện có 3 loại chính là 4 nòng (ZPU-4), 2 nòng (ZPU-2 và ZU-2), và 1 nòng (ZPU-1) được sử dụng phổ biến.

## Tiền thân
Tổ hợp súng máy phòng không chuyên dụng đầu tiên được phát minh bởi Fedor Tokarev vào năm 1928 và bắt đầu được biên chế vào năm 1931. Hê thống này gồm một giá đỡ gồm 4 súng máy 7.62 mm PM M1910 (Russian Maxim). Một số người đã bắt đầu gọi đây là ZPU mặc dù nó có tên là M-4. Hệ thống M-4 đã theo chân Hồng quân Liên Xô trên mọi mặt trận cho tới năm 1945.
Súng máy 12.7 mm DShK cũng đã được sử dụng làm hệ thống phòng không từ năm 1938. Về sau Thế chiến 2, dàn súng máy DShK được gắn trên xe tăng IS-2 và pháo tự hành ISU-152. DShK còn được sử dụng bởi bộ binh như vũ khí yểm trợ hỏa lực. Vì súng rất nặng nên họ phải gắn lên xe đẩy 2 bánh hoặc trên giá 3 chân.

## Mô tả
ZPU-2 và ZPU-4 bắt đầu được phát triển từ năm 1945, nối theo đó là sự ra đời của ZPU-1 vào năm 1947. Cả 3 hệ thống này bắt đầu được đưa vào biên chế từ năm 1949. Năm 1950, hệ thống được nghiên cứu gắn thêm kính ngắm quang học hỗ trợ người bắn chính xác hơn.
ZPU-4 sử dụng khung xe kéo 4 bánh cùng loại với pháo phòng không 25mm M1940. Hệ thống có thể hạ thấp nòng xuống để bắn dưới măt đất trong trường hợp khẩn cấp. Thời gian để triển khai hệ thống là từ 15 đến 20 giây. Ngoài dùng để bắn bộ binh địch, ZPU còn có thể sử dụng để vô hiệu hóa một số phương tiện nhỏ, giáp mỏng với mật độ đạn dày đặt.
Hê thống ZPU đều chung cơ chế làm mát bằng không khí, có thể thay nòng nhanh ngay trong trận và bắn nhiều loại đạn bao gồm đạn xuyên giáp API (B32 và BS41), đạn xuyên giáp vạch đường API-T (BZT), đạn cháy I-T (ZP). Mỗi nòng có tốc độ bắn tối đa khoảng 600 viên/phút, mặc dù thực tế chỉ ghi nhận trung bình khoảng 150 viên/phút.
Mẫu ZPU-2 nòng đôi có 2 phiên bản. Mẫu đầu tiên có 2 tấm chắn bùn to phía trước, khi triển khai có thể tháo 4 bánh ra thành một bộ giá 4 chân cố định trên mặt đất. Mẫu thứ 2 gọn hơn,có 2 bánh và móc phía sau để kéo đi. 2 bánh này có thể gập lên sát với thân súng khi triển khai.
ZPU-2 quá cồng kềnh cho đơn vị lính dù, nên phiên bản UZPU-2 (sau đó đổi tên thành ZU-2) được nghiên cứu dựa theo ZPU-1. ZU-2 nhỏ gọn đủ để gắn được lên xe bán tải, xe bồn,...
ZPU-1 nòng đơn được kéo trên xe 2 bánh, có thể tháo rời để dễ dàng vận chuyển (mỗi mảnh khoảng 70–80 kg).
Một số phiên bản được sao chép và sản xuất bởi Trung Quốc, Triều Tiên và Romania.

## Lịch sử
Dòng vũ khí này được sử dụng trong chiến tranh Triều Tiên bởi lực lượng Trung Quốc và Triều Tiên. Ở chiến tranh Việt Nam, ZPU đã trở thành một trong những thứ nguy hiểm nhất đe dọa của các phi công trực thăng. Sau này, Morocco và Mặt trận Polisario trong Chiến tranh Tây Sahara. Quân đội Iraq đã sử dụng hệ thống ZPU trong chiến dịch Bão táp Sa mạc và trong chiến dịch Tự do Iraq. Năm 1974, các khẩu đội pháo binh Vệ binh Quốc gia Síp đã sử dụng ZPU-2 của họ để chống lại lực lượng không quân Thổ Nhĩ Kỳ. Quân đội Nga sau này đã thay thế hệ thống ZPU bằng hệ thống ZU-23 23 mm mới hơn, mạnh mẽ hơn.
Trong Nội chiến Liban, dân quân Liban đã gắn ZPU-2 và ZPU-4 trên nhiều phương tiện khác nhau, chẳng hạn như xe bọc thép chở quân M113, làm phương tiện hỗ trợ.

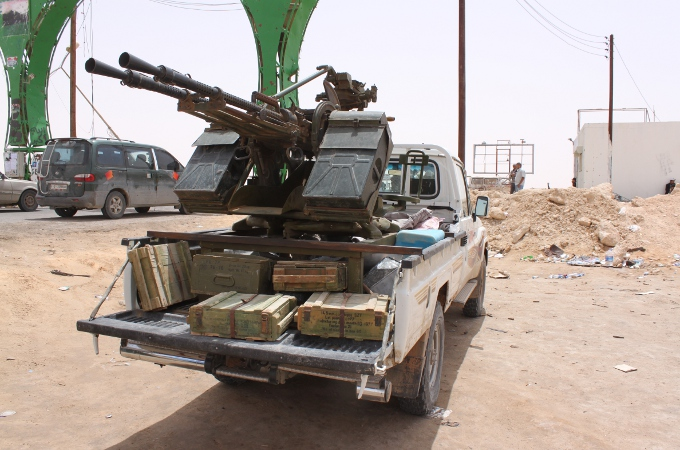
Một xe bán tải của quân Libian với ZU-2 phía sau.

ZPU đã được cả hai chuyến tuyến sử dụng rộng rãi trong Nội chiến Libya, Nội chiến Syria và Nội chiến Yemen, thường được gắn sau thùng các xe bán tải. Loại vũ khí này được cho là đã bắn hạ một số máy bay trực thăng của Không quân Syria.
Ở Triều Tiên, hệ thống ZPU đã được cải tiến để có thể được điều khiển tự động bằng MR-104 "Drum Tilt". Hệ thống này có thể hoạt động độc lập mà không cần người điều khiển.
Trong cuộc chiến tranh Donbas, ZPU được ghi nhận là sử dụng bởi lực lượng ly khai Ukraine thân Nga.
Công ty Excalibur Army của Séc đã phát triển hệ thống MR-2 Viktor gồm ZPU-2  trang bị kính ngắm ngày/đêm trên khung gầm xe bán tải được nâng cấp hệ thống treo gia cố và thân xe được sửa đổi. Công ty này đã cung cấp một số lượng Viktor cho Ukraine vào cuối năm 2022 trong chiến tranh Nga-Ukraine để chống lại các mục tiêu trên không ở độ cao thấp, đặc biệt là các máy bay không người lái.

## Đạn dược
- API (BS.41): Đạn bọc kim loại có lõi bằng Wolfram carbide. Đạn có khối lượng 64,4 g (2,27 oz), sơ tốc đầu nòng khoảng 1000 m/s (3,281 ft/s). Độ xuyên giáp ở khoảng cách 500 m (550 yd) là 32 mm (1,3 in) giáp thép đồng nhất ở góc 90 độ.[9]
- API-T (BZT): Đạn bọc kim loại có lõi bằng thép. Đạn có khối lượng 59,56 g (2,101 oz), sơ tốc đầu nòng là 1,005 m/s (3,297 ft/s). Phần vạch đường có thể cháy sáng đi xa tới 2.000 m (2.200 yd).
- I-T (ZP): "Gây cháy tức thời". Là loại đạn gây cháy khi vừa rời nòng, viên đạn sẽ tự đốt cháy chính nó. Khi gặp mục tiêu dễ cháy, đạn sẽ bắt lửa gây cháy. Đạn có khối lượng 60,0 g (2,12 oz).

Ngày nay, đạn dược được cung cấp với số lượng khổng lồ vởi Bulgaria, Trung Quốc, Ai Cập, Ba Lan và Romania.

## Các biến thể
- ZPU-4
  - Type 56: Phiên bản Trung Quốc.[10]

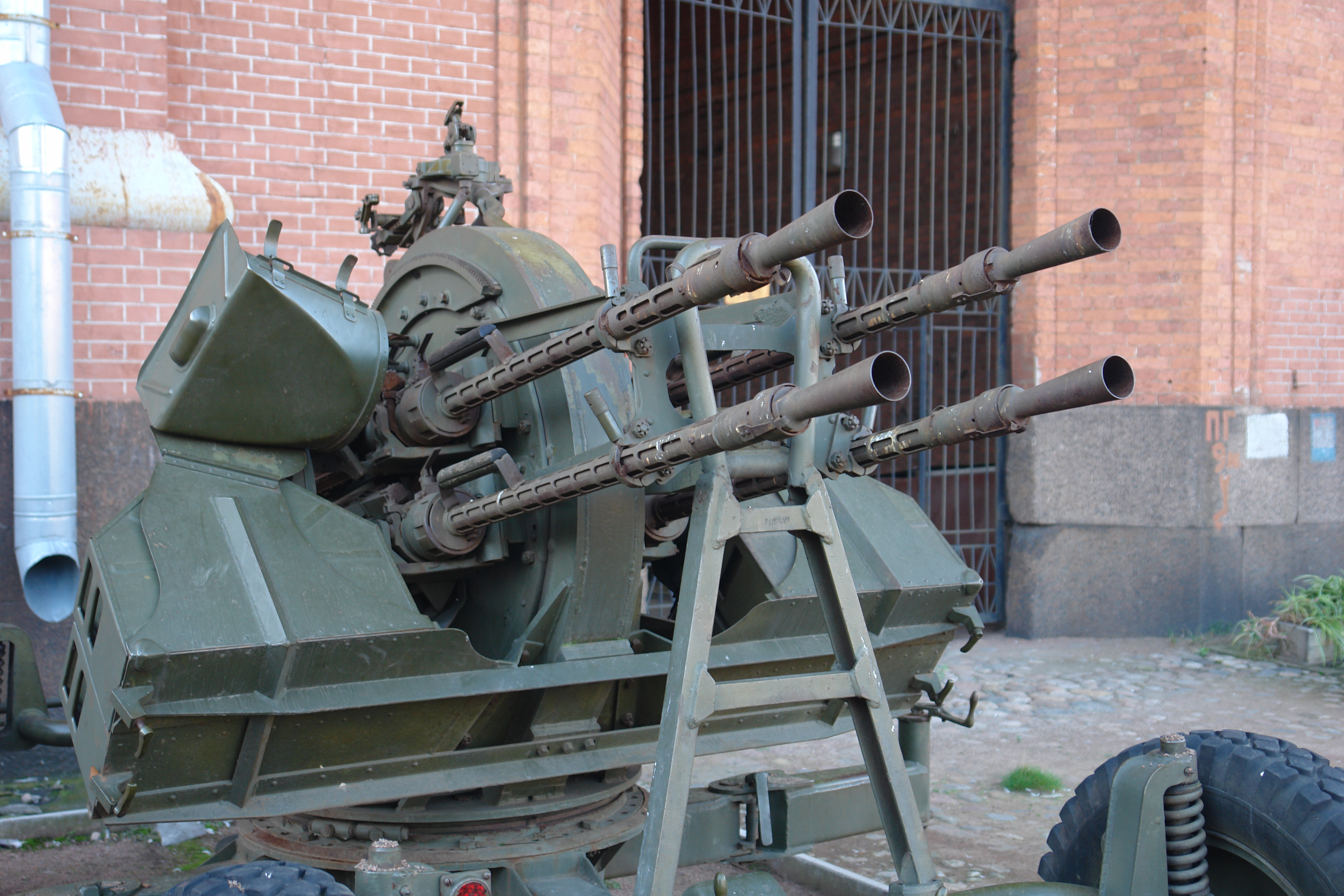
Một bệ ZPU-4 nguyên mẫu.

  - MR-4: Phiên bản nội địa của Romania, được gắn 2 bánh để có thể kéo đi.[10]
  - PKM-4: Cách gọi riêng của Ba Lan.
- ZPU-2
  - Type 58: Phiên bản Trung Quốc.[10]
  - PKM-2: Phiên bản Ba Lan.
- ZU-2
- ZPU-1
  - Type 75 và Type 75-1: Phiên bản Trung Quốc.[10]
- BTR-40A SPAAG: Xe bọc thép chở quân BTR-40 với dàn ZPU-2 gắn trên nóc. Bắt đầu được biên chế vào năm 1950.
- BTR-152A SPAAG: Xe bọc thép chở quân BTR-152 với dàn ZPU-2 gắn trên nóc. Bắt đầu được biên chế vào năm 1952.

## Cấu hình
| Mẫu                         | ZPU-1               | ZPU-2               | ZU-2                | ZPU-4                |
| --------------------------- | ------------------- | ------------------- | ------------------- | -------------------- |
| Số nòng súng                | 1                   | 2                   | 2                   | 4                    |
| Trọng lượng (khi di chuyển) | 413 kg (910 lb)     | 994 kg (2,191 lb)   | 649 kg (1,430 lb)   | 1,810 kg (3,990 lb)  |
| Trọng lượng (khi tác chiến) | 413 kg (910 lb)     | 639 kg (1,408 lb)   | 621 kg (1,369 lb)   | 1,810 kg (3,990 lb)  |
| Chiều dài (khi di chuyển)   | 3,44 m (11 ft 3 in) | 3,54 m (11 ft 7 in) | 3,87 m (12 ft 8 in) | 4,53 m (14 ft 10 in) |
| Chiều rộng (khi di chuyển)  | 1,62 m (5 ft 4 in)  | 1,92 m (6 ft 4 in)  | 1,37 m (4 ft 6 in)  | 1,72 m (5 ft 8 in)   |
| Chiều cao (khi di chuyển)   | 1,34 m (4 ft 5 in)  | 1,83 m (6 ft 0 in)) | 1,1 m (3 ft 7 in)   | 2,13 m (7 ft 0 in)   |
| Nâng/hạ nòng                | +88 °/−8 °          | +90 °/−7 °          | +85 °/−15 °         | +90 °/−10 °          |
| Xoay độ                     | 360 °               | 360 °               | 360 °               | 360 °                |
| Khoảng cách tối đa          | 8,000 m (8,750 yds) | 8,000 m (8,750 yds) | 8,000 m (8,750 yds) | 8,000 m (8,750 yds)  |
| Độ cao tối đa               | 5,000 m (16,400 ft) | 5,000 m (16,400 ft) | 5,000 m (16,400 ft) | 5,000 m (16,400 ft)  |
| Độ cao hiệu quả             | 1,400 m (4,590 ft)  | 1,400 m (4,590 ft)  | 1,400 m (4,590 ft)  | 1,400 m (4,590 ft)   |
| Cơ số đạn                   | 1,200               | 2,400               | 2,400               | 4,800                |
| Kíp vận hành                | 4                   | 5                   | 5                   | 5                    |

## Sử dụng
- Afghanistan[11]
- Albania - 336

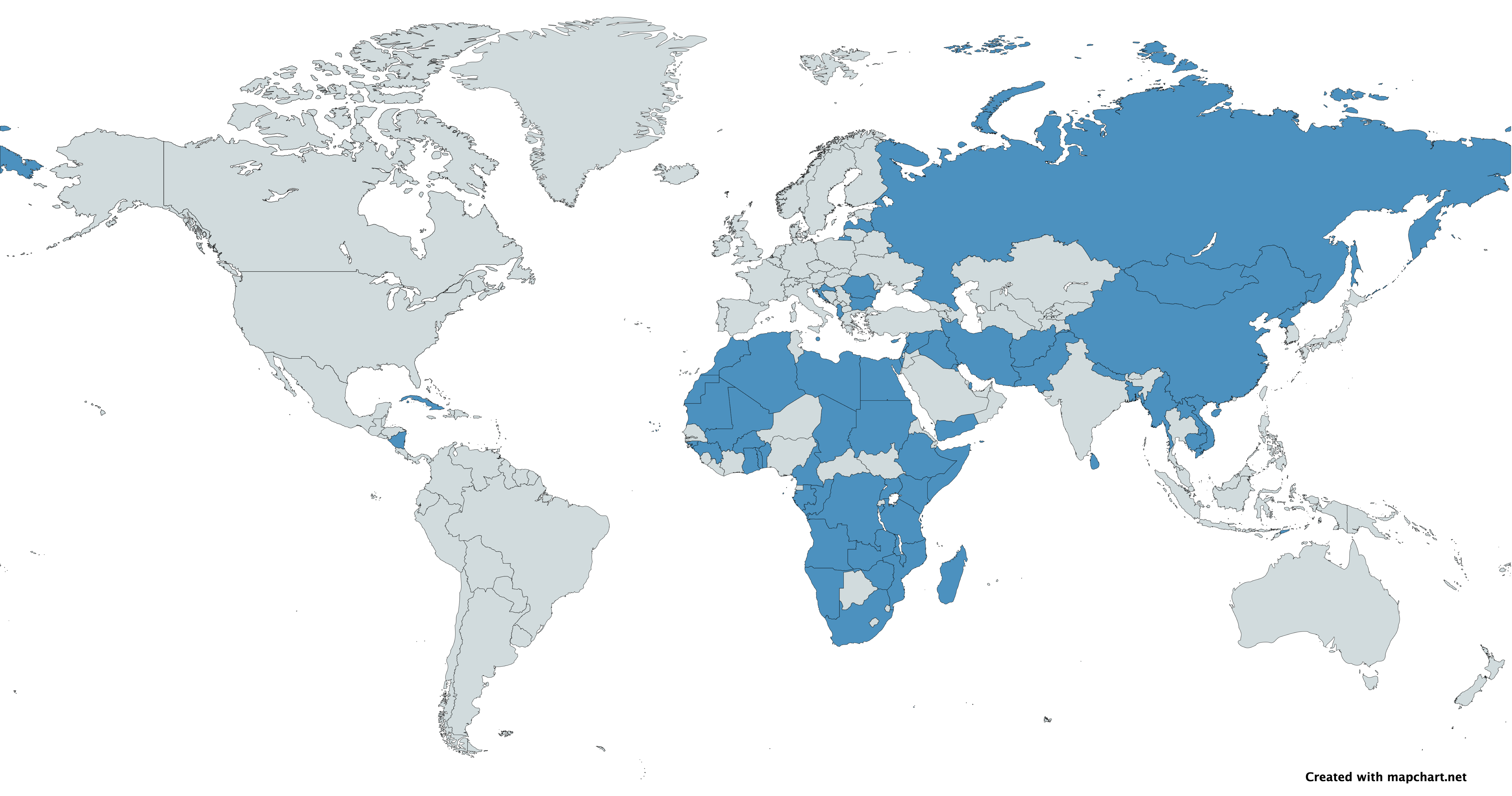
Bản đồ các quốc gia sử dụng.

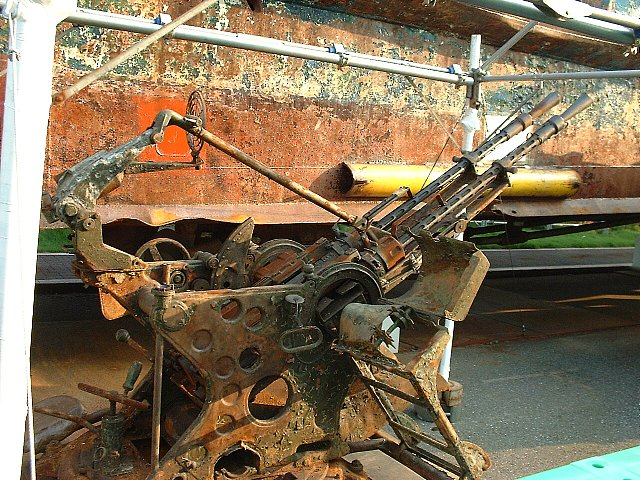
Một dàn ZPU-2 trên tàu hải quân của Triều Tiên bị Lực dượng Bảo vệ Bờ biển Nhật Bản đánh chìm trong Trận Amami-Ōshima.

- Algeria – 100 (40 ZPU-4 và 60 ZPU-2)[12]
- Angola[12]
- Bangladesh Type-56[13]
- Benin[14]
- Bulgaria[14]
- Burkina Faso[15]
- Burundi – 15[12]
- Cambodia
- Cameroon - 18[16]
- Cape Verde - 18[17]
- Chad[18]
- China[14]
- Congo-Brazzaville[19]
- Congo-Kinshasa - 12[20]
- Croatia
- Cuba[14]
- Cyprus
- Czechoslovakia[14]
- Djibouti
- East Germany − Được sử dụng bởi các Nhóm Chiến đấu của Giai cấp Công nhân[21]
- East Timor
- Egypt[14]
- Ethiopia[14]
- Gabon[22]
- Ghana - 4+[23]
- Guinea[14]
- Guinea-Bissau[14]
- Hungary[14]
- Iran
- Iraq[14]
- Islamic State[24]
- Israel
- Kenya
- Laos[14]
- Latvia – 2[12]
- Lebanon
- Libya[14]
- Madagascar – 50[25]
- Malawi – 40[12]
- Mali[14]
- Malta – 50[12]
- Mauritania – 12[12]
- Mongolia[14]
- Morocco – 19[12]
- Mozambique[14]
- Myanmar
- Namibia
- Nepal – 36[12]
- Nicaragua[14]
- North Korea[14]
- Pakistan[14]
- Panama[14]
- People's Defense Units (YPG): ZPU-4[26]
- Poland[14]
- Qatar – ZPU-2[27]
- Romania[14]
- Russia
- Western Sahara (SADR) – ZPU-2 và ZPU-4[28]
- São Tomé and Príncipe[14]
- Seychelles[14]
- Somalia[14]
- South Africa[29]
- Liên Xô[14]
- Sri Lanka
- Sudan[14]
- Syria[14]
- Tanzania – 21[12]
- Togo – 38[12]
- Transnistria
- Uganda[14]
- Ukraina[7]
- Vietnam[14]
- Yemen – ZPU-1, ZPU-2 và ZPU-4[30]
- Yugoslavia
- Zambia[14]
- Zimbabwe – 36[12]

## Chiến tranh

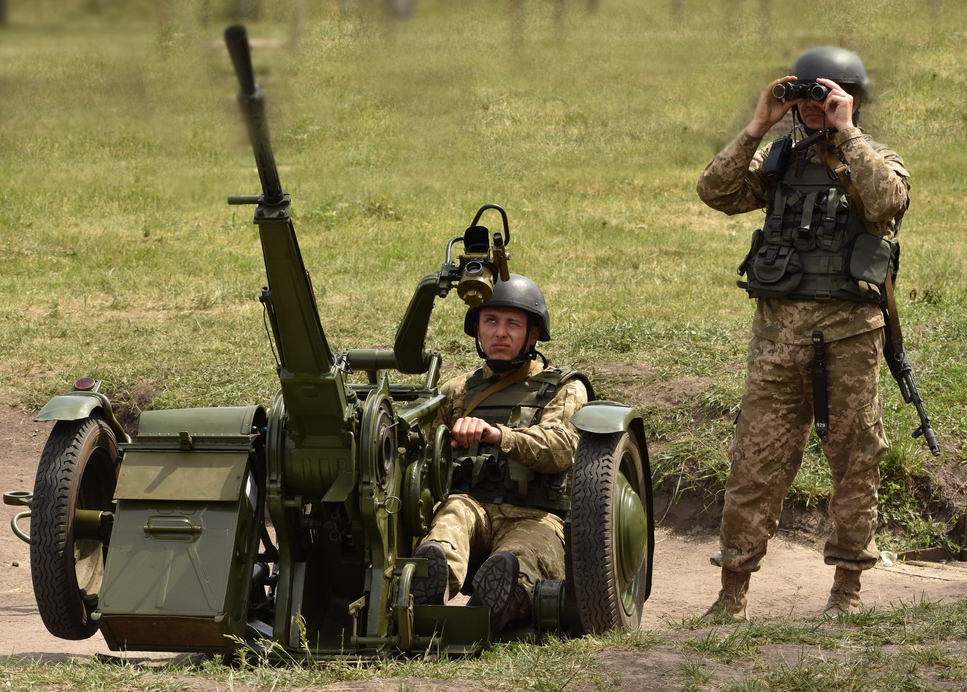
Một nhóm lính Ukraina và ZPU-1

ZPU đã được sử dụng trong các cuộc xung đột:
- Chiến tranh Triều Tiên
- Hoa Kỳ xâm lược Panama
- Chiến tranh Việt Nam
- Chiến tranh Yom Kippur
- Chiến tranh du kích Rhodesia
- Xung đột Tây Sahara
- Nội chiến Angola
- Nội chiến Campuchia
- Nội chiến Liban
- Chiến tranh Liên Xô–Afghanistan
- Chiến tranh giành độc lập Namibia
- Nội chiến Somali
- Chiến tranh Vùng Vịnh
- Nội chiến Gruzia
- Xung đột Nam Lebanon (1985-2000)
- Chiến tranh Chechnya lần thứ nhất
- Nội chiến Congo thứ hai[31]
- Chiến tranh Chechnya lần thứ hai
- Chiến tranh Afghanistan (2001–2021)
- Chiến tranh Iraq (2003-2011)
- Chiến tranh Liban 2006
- Chiến tranh Nam Ossetia
- Nội chiến Libya lần thứ nhất
- Xung đột Sudan ở Nam Kordofan và Blue Nile[32]
- Nội chiến Syria
- Nội chiến Libya lần thứ 2
- Chiến tranh Donbas
- Nội chiến Yemen (2015–nay)
- Can thiệp của Ả Rập Xê Út ở Yemen
- Chiến tranh Nga – Ukraina

## Thư viện
|  |  |  |